# Urelytrum
Urelytrum is een geslacht uit de grassenfamilie (Poaceae). De soorten van dit geslacht komen voor in Afrika.

## Soorten
Van het geslacht zijn de volgende soorten bekend: 
- Urelytrum agropyroides
- Urelytrum annuum
- Urelytrum auriculatum
- Urelytrum coronulatum
- Urelytrum digitatum
- Urelytrum fasciculatum
- Urelytrum giganteum
- Urelytrum gracilius
- Urelytrum henrardii
- Urelytrum humbertianum
- Urelytrum isalense
- Urelytrum madagascariense
- Urelytrum monostachyum
- Urelytrum muricatum
- Urelytrum pallidum
- Urelytrum semispirale
- Urelytrum setaceosubulatum
- Urelytrum squarrosum
- Urelytrum stapfianum
- Urelytrum strigosum
- Urelytrum thyrsioides
- Urelytrum vanderystii